# Kabinett Lerchenfeld-Köfering
Das Kabinett Lerchenfeld-Köfering bildete vom 21. September 1921 bis 8. November 1922 die Landesregierung von Bayern.

## Mitglieder
| Amt                           | Name                                                                                   | Bild | Partei | Partei |
| ----------------------------- | -------------------------------------------------------------------------------------- | ---- | ------ | ------ |
| Ministerpräsident             | Hugo Graf von Lerchenfeld-Köfering                                                     |      |        | BVP    |
| Äußeres                       | Hugo Graf von Lerchenfeld-Köfering                                                     |      |        | BVP    |
| Justiz                        | Hugo Graf von Lerchenfeld-Köfering geschäftsführend                                    |      |        | BVP    |
| Justiz                        | Franz Gürtner ab 4. August 1922                                                        |      |        | BMP    |
| Inneres                       | Franz Schweyer                                                                         |      |        | BVP    |
| Kultus                        | Franz Matt                                                                             |      |        | BVP    |
| Finanzen                      | Wilhelm Krausneck                                                                      |      |        | BVP    |
| Soziales                      | Heinrich Oswald                                                                        |      |        | BVP    |
| Handel, Industrie und Gewerbe | Eduard Hamm bis 24. Juli 1922                                                          |      |        | DDP    |
| Handel, Industrie und Gewerbe | Hugo Graf von Lerchenfeld-Köfering vertreten durch Staatsrat Wilhelm Ritter von Meinel |      |        | BVP    |
| Landwirtschaft                | Johannes Wutzlhofer                                                                    |      |        | BB     |